# オザーク高原

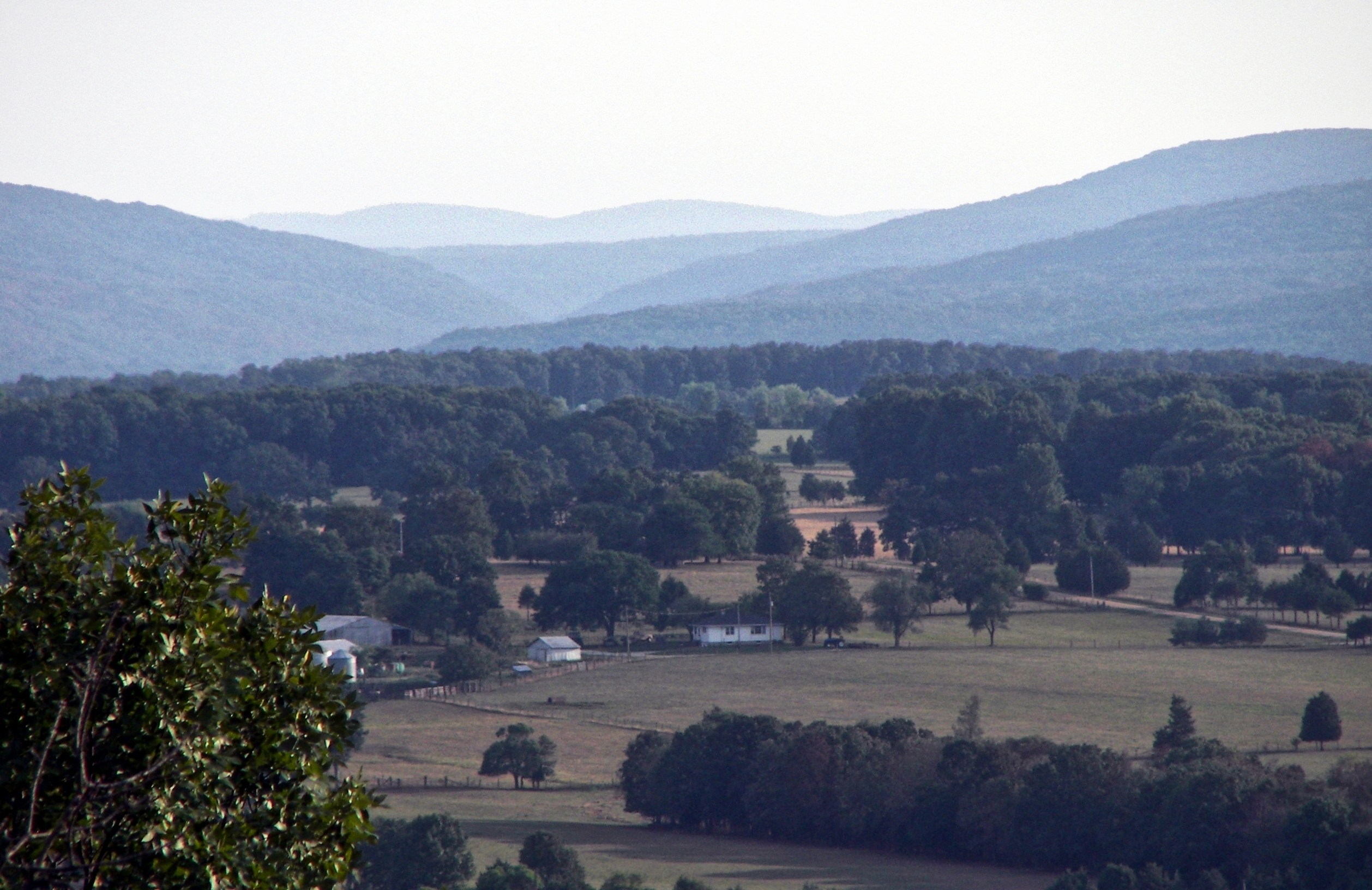
ノブリック山からセントフランソア山脈を望む

オザーク高原（オザークこうげん、英: The Ozarks, Ozarks Mountain Country, Ozark Mountains, Ozark Plateau）は、アメリカ合衆国の中央に位置する地形学的、地質学的および文化的な高地の名称である。ミズーリ州の南部大半とアーカンソー州北西部に広がっている。山地の西部はカンザス州の南東の外れとオクラホマ州の北東部にも掛かっている。
時にオザーク山脈とも言われるが、この地域は高くまた深く侵食された高原である。地質学的にはセントフランソア山脈の周りの広いドームである。オザーク高原の面積はおよそ47,000平方マイル (12万平方km)であり、アパラチア山脈とロッキー山脈の間では群を抜いて最も広い山岳地である。
ボストン山脈の南にあるアーカンザス川流域とウォシタ山地は、通常オザーク高原の一部とは考えられないが、オザーク高原とウォシタ山地とでアメリカ合衆国内陸高原と呼ばれる地域を形成し、集合的に呼ばれることがある。例えばオザーク山脈森林と呼ばれる生態地域にはウォシタ山地が含まれる。

## 名前の由来
名前の語源は推測の域にある。
「オザーク（ス）」(Ozarks)は恐らくフランス語の「アーカンソーへ」(aux Arkansas)の短縮形(aux Arks)の音を英語で綴ったものと考えられる。元々、ミシシッピ川のアーカンソー・ポストにあった交易基地を指すものであったのが、アーカンザス川とホワイト川に潤される地域全体を指して言うようになった（アーカンザスという名前自体の由来が憶測でしかない）。もう一つの可能性ある推定は、オザーク＝セントフランシス国立の森にあるアラム洞窟の天蓋を構成する大きな天然橋に関連して「アーチの方向に」(toward the arches)という意味のフランス語（aux arcs）から来たというものである。このアーチは目印として使われてきた。このaux arcsは山岳地ではよく見られる虹にからんで、「虹の方向に」(toward the rainbows)という意味のフランス語(aux arcs-en-ciel)の短縮形と示唆するものもある。ルイジアナ買収の後で、この地域を旅するアメリカ人は高地の様々な形象をオザーク山脈とかオザークの森という形で「オザーク」という言葉を使って表現した。20世紀の初期までに「オザーク」は一般的な名称となった。

## 地理上の区域

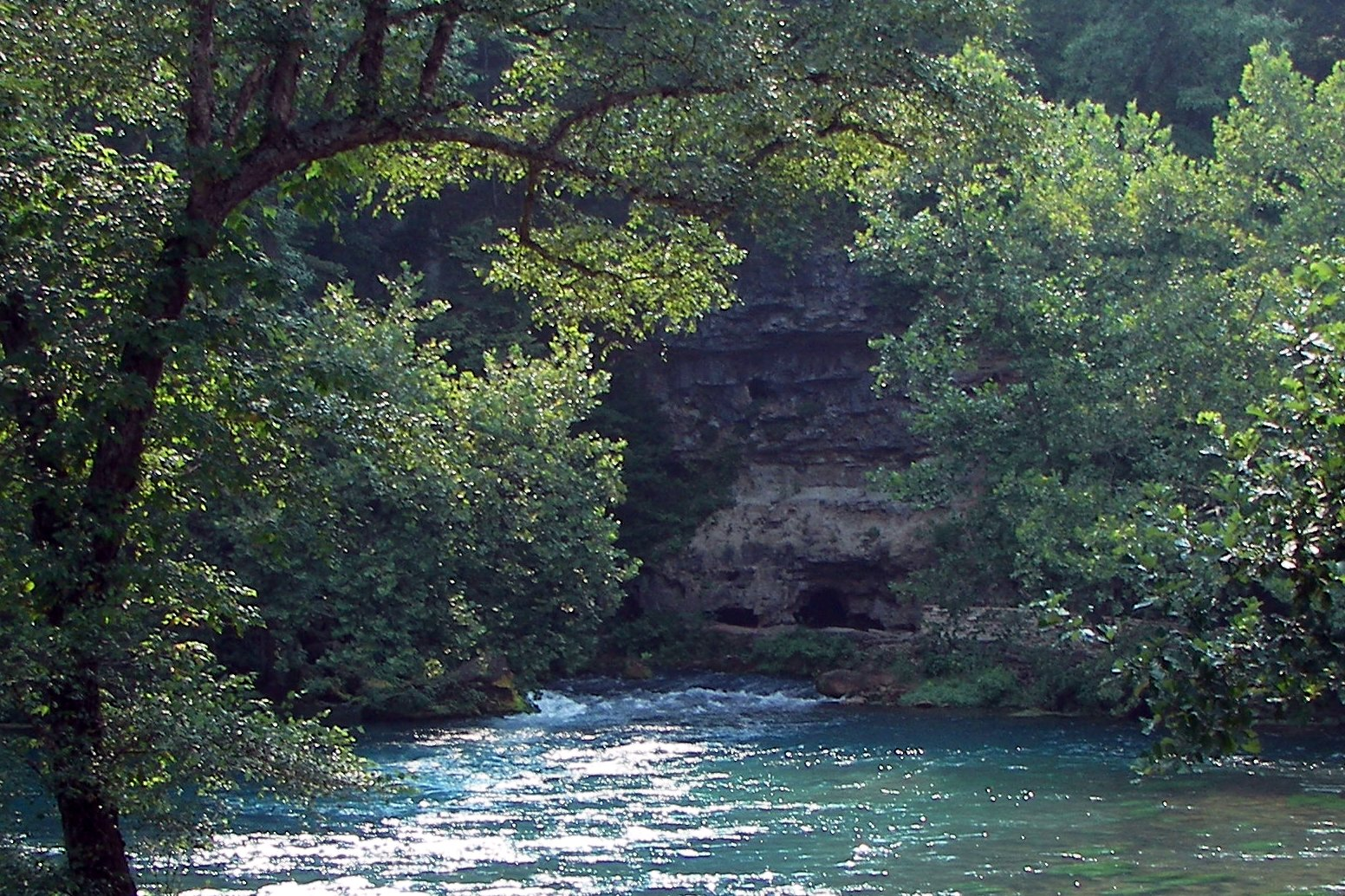
ミズーリ・オザークにあるビッグ・スプリング。湧水量は1日に100万キロリットルである。

オザーク高原には4つの主要な地形学的地域がある。スプリングフィールド高原、セイラム高原、セントフランシス山脈およびボストン山脈である。地形は、スプリングフィールド高原とセイラム高原を分かつ断崖に沿ったボストン山脈、および起伏の激しいセントフランソア山脈以外は柔らかに畝っている。スプリングフィールド高原の石灰岩には泉、陥没穴および洞窟のようなカルスト地形が見られ、セイラム高原やボストン山脈には苦灰岩の岩盤が多く見られる。
ボストン山脈はオザーク高原でも標高の高い地域である。山頂の標高は2,560フィート (780m)以上あり、谷は500から1,550フィート (150m から 450m)の深さがある。ターナー・ウォード・ノブは名前のある山では一番高い。アーカンソー州ニュートン郡に位置し、標高は2,463フィート (751m)である。この近くに名前の無い山が5峰あり、標高は2,560フィート (780m)を少し超えている。
オザーク高原にあるセントフランソア山脈は高原ドームの地理的な核にあたる。セントフランソア山脈の火成岩と火山岩は先カンブリア時代の山の名残である。山脈の中核は古生代の海の島として存在した。礁複合体がこの古代の島を取り囲む沈積層に生じた。この側面にある礁は後に豊富な鉛と亜鉛を含む鉱石を形成した流動床の集中点であり、今も採鉱が続いている。火成岩と火山岩は比較的薄い古生代の堆積岩の下にまで広がっており、地域全体の玄武岩質地殻を構成している。

## オザーク高原の地域経済

### 伝統的な経済活動
オザーク高原には鉛、亜鉛、鉄および重晶石の鉱脈がある。これらの鉱脈は長い採鉱活動によって掘り尽くされようとしているが、まだミズーリ州南中部の「鉛のベルト」では埋蔵量も豊富で現在も採鉱が続けられている。歴史的にセントフランソア山脈周辺の「古い鉛のベルト」とミズーリ州ジョプリン周辺の「3州地区」鉛・亜鉛鉱山は大変重要な金属資源であった。この地域の多くは肉牛の放牧地となっており、酪農家も多い。オザーク高原のオクラホマ地区やアーカンソー州のボストン山脈の東半分では石油探査と採取も行われている。私有地と国有林における軟材（針葉樹）と硬材（広葉樹）の林業もこの地域の重要な経済活動であり続けている。

### 成長産業

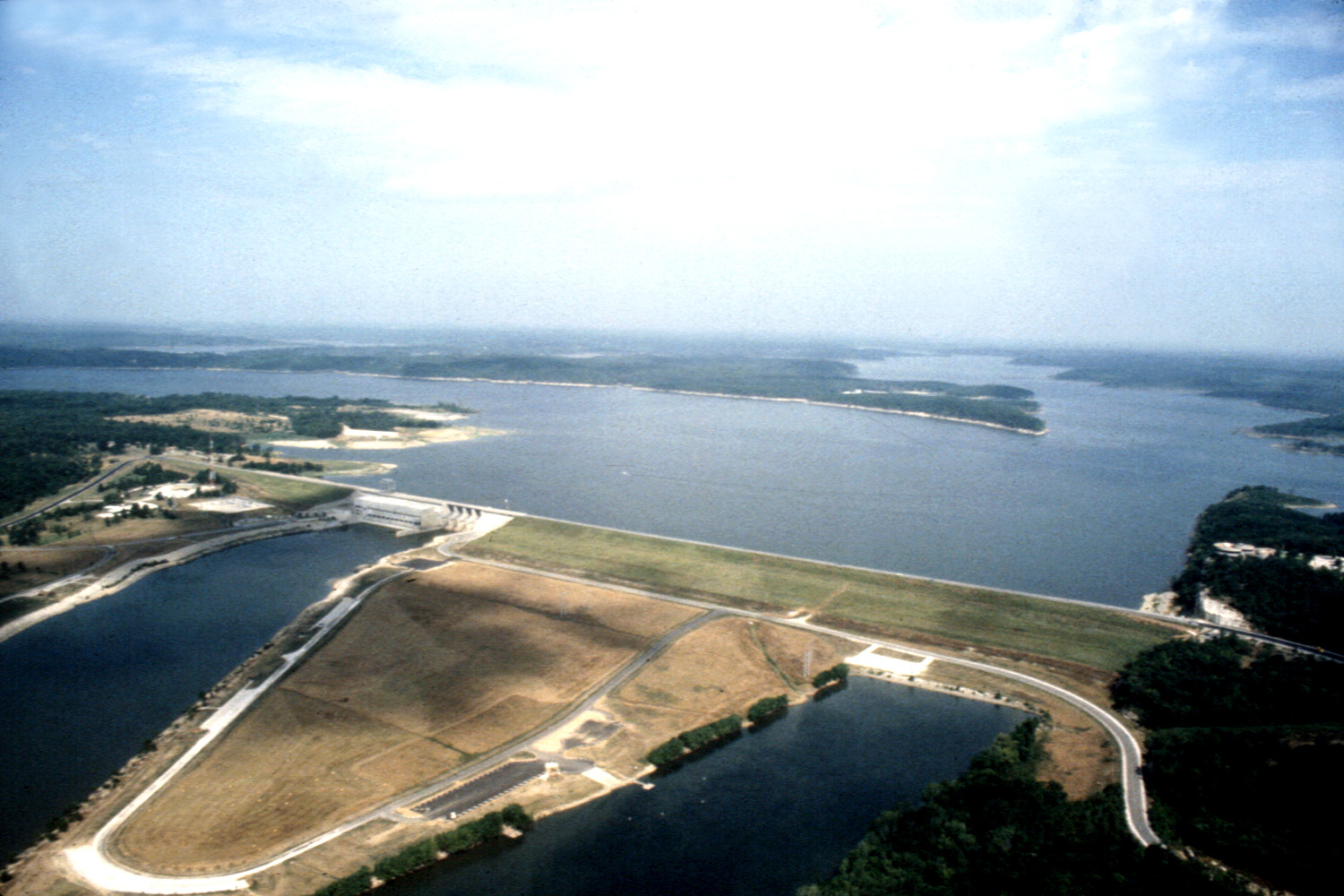
トルーマン湖

観光業はオザーク山脈の成長産業であり、ミズーリ州ブランソンの娯楽施設の成長が裏付けている。1950年代半ばにホワイト川を堰きとめて造られた工兵隊湖が、ミズーリ＝アーカンソー州境の観光、舟遊びおよび釣りによる大きな産業となってきた。オザーク高原北部のオザーク湖およびトルーマン湖は、それぞれ1931年と1979年にオーセージ川を堰きとめて造られた。1972年にアメリカでは初めての国定河川にアメリカ合衆国議会の法律で創られたバッファロー国定河川は国定公園局に管理されており、毎年増加するカヌーを漕ぐ人、ハイカー、キャンプをする人および洞窟探検をする人をアーカンソー州北部に引き付けている。ミズーリ州ではオザーク国定景観河川路がある。これは公式の「国定河川」ではないが、アメリカでは初めての河川系に基盤のある国定公園として、ジャックス・フォーク河川系に1964年に作られた。この河川公園に引き寄せられた観光客としてエミネンス・アンド・ヴァン・ビューレン地域に年間130万人以上の人が訪れている。
オクラホマ州東部とアーカンソー州西部では養鶏業と食品加工業が最近伸びてきている。タイソン・フーズの食品加工工場がアーカンソー州西部にあり、スティルウェル食品はオクラホマ州東部に冷凍野菜と食品加工の工場を持っている。
林業と製材業もオザークの重要な産業であり、小さな家族経営の製材所から大きな商業ベースのものまである。

## オザークの文化
「オザーク」という言葉はこの高原に住む人々の特徴ある文化、建築および方言にも呼称として使われる。この地域の人々は周辺の州の人々よりも互いに共通点が多い。オザークの文化はアパラチア山脈やアップランド・サウスの文化に似ている。住人の大半はスコットランド＝アイルランド系の子孫であり、たまに先住民族の血統もいる。これらの住人は19世紀以来この地域に居住してきた。オザークの宗教は保守的であり、あるいは個人主義的なアッセンブリーズ・オブ・ゴッド、南部バプテスト連盟および他のプロテスタント系ペンテコステ運動が支配的である。オザークにはこの地域特有の宗派もある。ドイツ人カトリック教徒が開拓した社会とフランス人が入植した地域の他に、都市の外ではローマ・カトリック教徒は稀である。田舎の農家は村に集まるよりも孤立して生活する傾向にある。初期の入植者はその食料と収入のために狩猟、漁労および罠猟に頼っていた。今日、余暇のための狩や釣りは通常の活動であり、観光産業の重要な部分にもなっている。特にアミガサタケのきのこ狩りや、セイヨウオトギリや朝鮮人参といった薬用自然植物の採取が通常行われており、地域のバイヤーによって財政的に支援されている。「ベニシダの生える所」(Where the Red Fern Grows)と「丘の羊飼い」(Shepherd of the Hills)はオザーク山脈を題材にした書籍である。
オザークの文化の他の伝統的性格の例としては、この地域にある2つの大きなファミリー・テーマ・パークである。シルバー・ダラー・シティと今は無くなったがドッグパッチU.S.A.であり、どちらもアメリカ合衆国中西部の19世紀の田園生活を表現している。